# 바리시
바리시(러시아어: Барыш)는 울리야놉스크 주 바리시스키 군에 속한 도시이름이다. 인구는 1만8,900명(2002년)이다. 바리시 강 (볼가강의 지류)이 흐르고, 139km지점에 울리야노프스크가 위치해 있다.